# Остров Колчака
Остров Колчака, Остров Колчак (с 1937 по 2005 — остров Расторгуева) — необитаемый остров в Таймырском заливе Карского моря возле побережья Таймырского полуострова к северу от полуострова Лётчиков и залива Зееберга. Отделён от материка проливом Расторгуева.
Длина острова около 20 км, ширина до 6 км. Наивысшая точка — 50 м.

## История

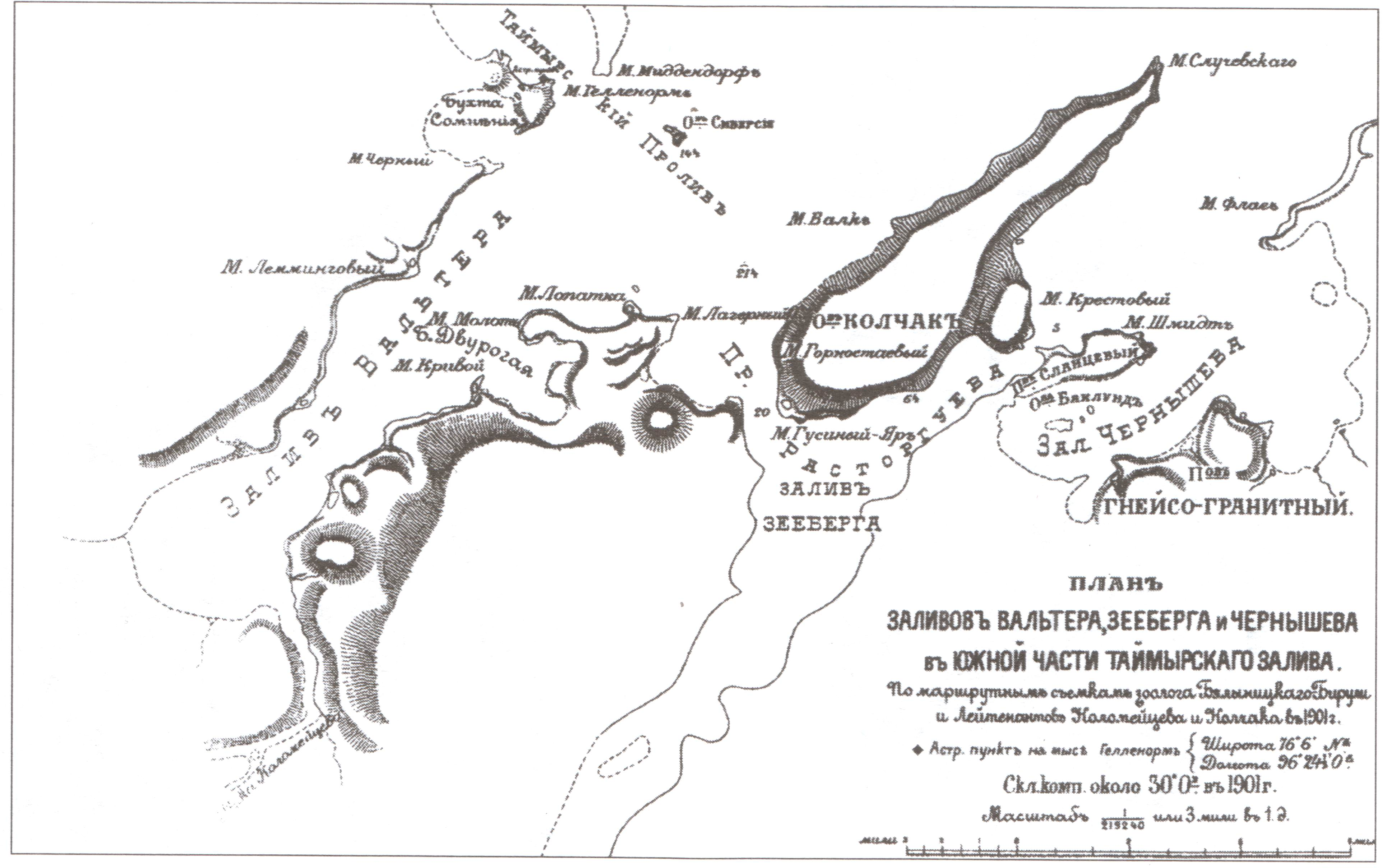
Остров Колчак на карте южной части Таймырского залива, составленной по съемкам участников Русской полярной экспедиции

Открыт в 1901 году Русской полярной экспедицией Императорской Академии наук под руководством барона Э. В. Толля. По решению Толля северная оконечность острова получила название «мыс Колчака» в честь гидрографа экспедиции лейтенанта Александра Васильевича Колчака. Несколько позже имя Колчака получил весь остров, а мыс был переименован в честь члена Императорского Русского географического общества поэта Константина Константиновича Случевского (1873—1905).
Пролив Расторгуева был нанесён на карту одновременно с островом Колчака и назван по фамилии урядника Якутского казачьего полка Степана Расторгуева, который также участвовал в экспедиции Толля.
Под именем Колчака остров фигурировал и на советских картах вплоть до 1939 года, когда ему по политическим соображениям присвоили имя Расторгуева. Это переименование привело к одновременному существованию сразу двух островов Расторгуева, что часто вызывало путаницу. Второй остров, носящий это имя до сих пор, расположен на выходе из Пясинского залива и входит в состав Каменных островов (см. Остров Расторгуева).
Исконное название острову, названному в честь заслуг Александра Васильевича как учёного, было возвращено постановлением Правительства России № 433 от 15 июля 2005 года. В 2004 году постановление о возвращении острову первоначального имени было принято Таймырской областной думой по ходатайству Русского географического общества. В 2005 году переименование острова было утверждено постановлением Правительства России, принятым по инициативе общественных организаций, впоследствии поддержанной Думой Таймырского (Долгано-Ненецкого) автономного округа — несмотря на противодействие красноярских краевых депутатов-коммунистов. Однако при этом была допущена неточность, и остров Колчак стал именоваться островом Колчака.
1 сентября 2009 года на мысе Случевского в рамках работ Морской Арктической Комплексной Экспедиции и Фонда полярных исследований в честь А. В. Колчака был установлен памятный знак.